# Wahlen 1879
◄◄ | ◄ | 1875 | 1876 | 1877 | 1878 | Wahlen 1879 | 1880 | 1881 | 1882 | 1883 | ► | ►►

Weitere Ereignisse
Die Liste der Wahlen 1879 umfasst Parlamentswahlen, Präsidentschaftswahlen, Referenden und sonstige Abstimmungen auf nationaler und subnationaler Ebene, die im Jahr 1879 weltweit abgehalten wurden.
Das damalige Wahlrecht entsprach typischerweise nicht den Wahlrechtsgrundsätzen der direkten, geheimen und gleichen Wahl. Zeittypisch waren oft nur kleine Teile der Bevölkerung wahlberechtigt, ein Frauenwahlrecht gab es nur eingeschränkt.

## Termine
| Land                 | Datum               | Link zur Wahl 1879                                   | Link zur letzten Wahl | Bemerkung                                                                                 |
| -------------------- | ------------------- | ---------------------------------------------------- | --------------------- | ----------------------------------------------------------------------------------------- |
| Bulgarien            | 1.–30. Jan.         | Wahl zur verfassunggebenden Versammlung in Bulgarien |                       | Infolge des Berliner Vertrages erhielt Bulgarien die Unabhängigkeit vom Osmanischen Reich |
| Kanada               | 4. Februar          | Parlamentswahlen in Prince Edward Island             |                       |                                                                                           |
| Spanien              | 20. Apr. und 3. Mai | Parlamentswahl in Spanien                            |                       |                                                                                           |
| Liberia              | Mai                 | Parlamentswahl in Liberia                            |                       |                                                                                           |
| Kanada               | 5. Juni             | Parlamentswahl in Ontario                            | 1875                  |                                                                                           |
| Kaisertum Österreich | 28. – 30. Juni      | Reichsratswahl                                       | 1873                  |                                                                                           |
| Neuseeland           | 28. Aug. – 15. Sep. | Parlamentswahl in Neuseeland                         |                       |                                                                                           |
| Bulgarien            | 30. Sep. – 7. Okt.  | Parlamentswahlen in Bulgarien                        |                       | Erste Wahl des Parlamentes nach der Unabhängigkeit                                        |
| Preußen              | 30. September       | Parlamentswahl in Preußen                            | 1876                  |                                                                                           |
| Portugal             | 19. Oktober         | Parlamentswahl in Portugal                           |                       |                                                                                           |
| Kanada               | 16. Dezember        | Parlamentswahl in Manitoba                           |                       |                                                                                           |